# Digoksyna
Digoksyna (łac. Digoxinum) – organiczny związek chemiczny z grupy glikozydów, uzyskiwany z naparstnicy wełnistej (łac. Digitalis lanata), stosowany w medycynie głównie do leczenia niewydolności serca i migotania przedsionków z szybką akcją komór. Zwiększa siłę i pobudliwość mięśnia sercowego oraz powoduje zwolnienie przewodnictwa w węźle przedsionkowo-komorowym i zmniejszenie częstości akcji serca. Jej działanie jest ograniczone licznymi efektami ubocznymi, głównie w postaci zaburzeń rytmu serca. Lek posiada wąski margines terapeutyczny (rozpiętość pomiędzy dawką terapeutyczną a dawką toksyczną), jego działanie jest też silnie uzależnione od stężenia jonów potasu i wapnia w surowicy. Zsyntetyzowanie nowych leków skutecznych w niewydolności serca (np. antagonistów receptora angiotensyny II, inhibitorów konwertazy angiotensyny, beta-blokerów, spironolaktonu) spowodowało, iż obecnie digoksyna odgrywa w lecznictwie dużo mniejszą rolę niż przed laty.

## Mechanizm działania
Mechanizm działania digoksyny polega na blokowaniu ATP-azy Na+-K+ zlokalizowanej w błonie cytoplazmatycznej kardiomiocytów. Powoduje to zwiększenie stężenia jonów sodowych wewnątrz komórki, co z kolei hamuje działanie wymiennika sodowo-wapniowego i w efekcie uniemożliwia wypompowanie wapnia z wnętrza komórki, czego następstwem jest zwiększenie wewnątrzkomórkowego poziomu wapnia. Zwiększa przez to siłę i szybkość skracania się włókien mięśniowych (działanie inotropowe dodatnie). Digoksyna działa również batmotropowo dodatnio, czyli pobudza pobudliwość mięśnia sercowego (poprzez zmiany gradientu potasowego po obu stronach błony komórkowej).
Digoksyna wykazuje również działanie chronotropowe ujemne oraz dromotropowe ujemne – zwolnienie akcji serca i przewodzenia w węźle przedsionkowo-komorowym poprzez aktywację układu parasympatycznego a także bezpośredni wpływ hamujący na komórki węzła. Wywiera też hamujący wpływ na układ sympatyczny.
Oprócz działania na komórki mięśnia sercowego digoksyna wykazuje również wpływ na kanaliki nerkowe. Poprzez hamowanie pompy sodowej wtórnie zmniejsza wydzielanie reniny, nasilając przez to efekt natriuretyczny (czyli zwiększający wydalanie jonów sodowych z moczem) i, poprzez następcze zmniejszone wytwarzanie angiotensyny, rozszerzenie naczyń.

## Wskazania
- zaawansowana skurczowa, zastoinowa, przewlekła niewydolność serca
- migotanie lub trzepotanie przedsionków połączone z szybką akcją komór[4]
- napadowe częstoskurcze nadkomorowe
- wady zastawkowe przebiegające z niewydolnością serca
- kardiomiopatia niedokrwienna
- niewydolność serca u dzieci (jest lekiem pierwszego rzutu)

## Przeciwwskazania
Bezwzględne:
- nadwrażliwość na lek
- prawdopodobieństwo przedawkowania
- zespół chorego węzła zatokowo-przedsionkowego
- bradykardia zatokowa
- blok przedsionkowo-komorowy II i III stopnia
- częstoskurcz komorowy
- migotanie komór
- zespół Wolffa-Parkinsona-White'a
- hipokaliemia
- hiperkalcemia
- kardiomiopatia przerostowa ze zwężeniem drogi odpływu
- tętniak aorty
- choroba beri-beri
- zaciskające zapalenie osierdzia
- guzy przedsionków
- nadciśnienie tętnicze
- zatrucie glikozydami naparstnicy
- planowana kardiowersja elektryczna w ciągu najbliższych 1–2 dni

Względne:
- krążenie hiperkinetyczne
- przewlekłe serce płucne
- migotanie przedsionków bez cech niewydolności
- przewlekłe schorzenia układu oddechowego
- obrzęk śluzowaty
- ostra hipoksemia
- niedokrwistość
- ostra faza zawału serca
- podczas stosowania antagonistów wapnia, beta-blokerów, amiodaronu, chinidyny
- zapalenie mięśnia sercowego o ciężkim przebiegu
- zaburzenia wydalania digoksyny
- niedoczynność tarczycy

## Interakcje lekowe
- Leki hamujące perystaltykę mogą nasilać wchłanianie digoksyny.
- Leki zobojętniające, kaolin, neomycyna, cholestyramina, sulfasalazyna, węgiel aktywowany, pektyny, cytostatyki, metoklopramid hamują działania digoksyny.
- Leki zmniejszające stężenie potasu w surowicy nasilają arytmogenne działanie glikozydów naparstnicy.
- Preparaty wapnia nasilają arytmogenne działanie glikozydów naparstnicy.
- Beta-adrenolityki oraz antagonisty wapnia mogą prowadzić do nadmiernego zwolnienia akcji serca i zaburzeń przewodnictwa.
- Sympatykomimetyki (np. adrenalina, orcyprenalina, salbutamol) pobudzają węzeł przedsionkowo-komorowy i mogą zwiększać ryzyko wystąpienia zaburzeń rytmu.
- Hormony przytarczyc i ich syntetyczne analogi, duże dawki witaminy D3 mogą zwiększać działanie digoksyny.
- Zwiększenie stężenia digoksyny we krwi powodują: werapamil, flekainid, antagonisty wapnia, inhibitory ACE, antybiotyki (tetracykliny, erytromycyna), spironolakton, chinidyna, propafenon, amiodaron, itrakonazol, indometacyna.

## Działania niepożądane
- zaburzenia rytmu serca:
  - blok przedsionkowo-komorowy
  - dodatkowe skurcze komorowe
  - częstoskurcz komorowy
  - trzepotanie i migotanie komór
  - bradykardia
- zaburzenia żołądkowo-jelitowe:
  - nudności, wymioty
  - bóle brzucha
  - brak łaknienia
- bóle i zawroty głowy
- omdlenia
- bezsenność
- zaburzenia widzenia
- zaburzenia psychiczne, depresja
- drgawki

Rzadko:
- zmiany skórne
- eozynofilia
- ginekomastia

Objawy niepożądane ujawniają się przy stężeniu leku we krwi powyżej 1,0 ng/ml. Ryzyko nagłej śmierci sercowej jest szczególnie duże przy stężeniu przekraczającym 2,0 ng/ml.

### Objawy przedawkowania digoksyny
- zaburzenia żołądkowo-jelitowe
- zaburzenia ze strony ośrodkowego układu nerwowego
- zaburzenia widzenia – widzenie kolorowe
- zaburzenia rytmu serca
- zmiany w EKG
  - miseczkowate obniżenie odcinka ST
  - spłaszczenie lub odwrócenie załamka T
  - skrócenie czasu trwania odstępu QT
  - wydłużenie czasu trwania odstępu PQ
  - zaburzenia rytmu z bradykardią lub tachykardią

### Leczenie przedawkowania digoksyny
- odstawienie leku
- dożylne podawanie potasu – do poziomu górnej granicy normy
- atropina – przy zaburzeniach przewodzenia (przy nieskuteczności: czasowa elektrostymulacja serca)
- lidokaina, fenytoina, β-blokery, siarczan magnezu – przy tachyarytmiach komorowych
- fenytoina – przy tachyarytmiach nadkomorowych
- fragmenty Fab przeciwciał wiążących digoksynę
- przy nieskuteczności leczenia przedawkowania: kardiowersja elektryczna

## Dawkowanie
Według zaleceń lekarza.

## Preparaty
- Digoxin